# Hasle
Hasle es una comuna suiza del cantón de Lucerna, situada en el distrito de Entlebuch. Limita al norte con las comunas de Romoos y Doppleschwand, al este con Entlebuch, al sur con Sarnen (OW) y al oeste con Flühli y Schüpfheim.